# هاريس تي كولير
هاريس تي كولير (بالإنجليزية: H. T. Collier)‏ هو لاعب كرة قاعدة أمريكي، ولد في 28 مايو 1876 في ماكينزي في الولايات المتحدة، وتوفي بنفس المكان في 4 مايو 1935.